# Plesiodryas albonotata
La balia neoguineana golanera (Plesiodryas albonotata (Salvadori, 1875)), unica specie del genere Plesiodryas Mathews, 1920, è un uccello della famiglia dei Petroicidi originario della Nuova Guinea.

## Tassonomia
La balia neoguineana golanera venne descritta dallo zoologo italiano Tommaso Salvadori nel 1875 a partire da un esemplare raccolto sui monti Arfak, in Nuova Guinea, coniando per essa il nome scientifico Megalestes albonotatus. In seguito la specie venne posta nel genere Poecilodryas dallo zoologo inglese Richard Bowdler Sharpe nel 1879, ma è stata recentemente riclassificata, a seguito di uno studio di filogenesi molecolare pubblicato nel 2011, nel genere Plesiodryas, che era già stato introdotto dall'ornitologo australiano Gregory Mathews nel 1920.
Attualmente vengono riconosciute tre sottospecie di balia neoguineana golanera:
- P. a. albonotata (Salvadori, 1875) (Nuova Guinea nord-occidentale);
- P. a. griseiventris Rothschild e Hartert, 1913 (Nuova Guinea centrale);
- P. a. correcta Hartert, 1930 (Nuova Guinea orientale e sud-orientale).

## Descrizione
Con una lunghezza di 18–19 cm, la balia neoguineana golanera ha la faccia, la gola e la parte superiore del petto di colore grigio-nero, con la sommità del capo e la nuca grigi e una macchia bianca diagonale sul collo. Le regioni superiori sono grigio-azzurre, mentre quelle inferiori sono di colore variabile dal grigio al bianco sull'addome e sotto le copritrici della coda. Il becco e le zampe sono neri, e gli occhi marrone scuro. Il piumaggio generale ricorda molto quello di una averla cuculo (famiglia dei Campefagidi), ma la chiazza bianca sul collo la rende inconfondibile.

## Distribuzione e habitat
La balia neoguineana golanera vive prevalentemente nelle foreste pluviali che crescono lungo i pendici degli altopiani centrali della Nuova Guinea, dalla penisola Testa d'Uccello (o di Doberai), a ovest, alla penisola di Huon, a est, tra i 1800 e i 2750 m di quota. All'interno delle foreste pluviali nelle quali abita si incontra da sola, tra il sottobosco o sul terreno.

## Biologia
È insettivora, e va in cerca di cibo al suolo.